# 超音效應
超音效應（hypersonic effect）是大橋力等人發現的一項科學現象。儘管人類無法有意識聽到頻率高於約20kHz的超聲波，但數據聲稱，這些超聲波的存在或會激活包括腦幹、丘腦各深層大腦結構，引發可衡量的生理反應、心理、行為反應。
然而，也有不少研究反對這結果，甚至有人叫它「國王的新率」。表示「耳朵很好」的人聽Super Audio CD和高分辨率DVD-Audio錄音無法分辨高分辨率音頻與44.1kHz正常CD採樣率的區別（554次有276次正確識別，即49.82%正確率，比拋硬幣低。）。
「hyper-」源自古希臘語：，義指「超」；「sonic」源自拉丁語：，義指「聲音」。「hypersonic」不可翻譯成「超音速」。

## 支持方研究
2000年發表在神經生理學雜誌（Journal of Neurophysiology） （页面存档备份，存于）的研究指，受試者無法有意識地分辨出有否高頻成分差異，但播放帶高頻成分的印度尼西亞甘美朗音樂時，受試者腦電圖監測表明α波活動有显著性差异增強，和受試者更喜歡含高頻成分的甘美朗音樂。
另一方面，僅超聲波時，研究未檢測到超聲波對受試者有影響
心理声学領域的一個普遍常識是耳朵無法通過空氣傳導途徑對高頻聲音做出反應。因此這項研究提出的問題是：超音效應傳播的路徑方式為何。2006年的一項同行評審研究通過測試揚聲器、耳機，認為耳機不會發生超音效應。
2006年的研究還調查了所謂「舒適聆聽水平（comfortable listening level）」，提供了一種定量方法來證明受試者更偏好含高頻成分的音樂。

## 反對方證據
Oohashi的研究結果存在疑點。
- 只播放測試材料超聲波部分時，沒檢測到對受試者的影響。
- 沒研究播放次序對受試者的影響。

日本广播协会實驗室曾嘗試重現結果，但不成功。
KEF製造商的Laurie Finchman在1980年倫敦音頻工程學會會議進行了480小時聽力測試，得出失敗結論。
非線性系統（不同程度地存在於所有音頻電子設備）已知會在系統受到高頻信號刺激時產生較低頻率的互调失真。這種機制或可在可聽範圍內產生信號，讓受試者能夠區分信號。此類問題是電腦聽力自測的常見問題。
2007年9月，波士頓音頻協會和音頻工程學會的兩名成員發表研究。60名受試者進行的554次雙盲ABX試聽試驗正確識別結果並不比拋硬幣好。

## 反反對方證據
對研究的批評主要針對測試材料，但針對生理方面研究的批評很少。
反對方的研究並未涉及大腦對高頻音頻的生理反應，僅涉及受試者對其的意識反應。
進一步研究似乎表明，耳朵本身不會產生額外的腦電波，但身體暴露在高頻聲音時，的確會給大腦帶來一些刺激。